# Fredrik VI av Baden-Durlach
Fredrik VI av Baden-Durlach, född den 16 november 1617 på Karlsburgs slott, död där den 10 januari 1677, var markgreve av Baden-Durlach från 1659.

## Biografi
Fredrik VI av son till Fredrik V av Baden-Durlach och Barbara av Würtemberg.
Fredrik VI deltog med de weimarska, hessiska och svenska trupperna i trettioåriga krigets slut och gifte sig 1642 med Christina Magdalena av Pfalz-Zweibrücken, Karl X Gustavs syster. Denne utnämnde Fredrik VI 1655 till general vid svenska kavalleriet. Som sådan deltog han i kriget mot Polen men återvände hem vid faderns död 1659 och övertog markgreveskapet. Som kejserlig fältmarskalk deltog Fredrik VI senare i kriget mot Frankrike 1674-76.
Barn i urval :
1. Fredrik VII av Baden-Durlach (⇒ Bl.a. svenska kungar av ätten Holstein-Gottorp, och ätten Bernadotte, via Victoria av Baden gift med Gustaf V)